# Jean-Nicolas Barbier-Duval
Pour les articles homonymes, voir Barbier et Duval.

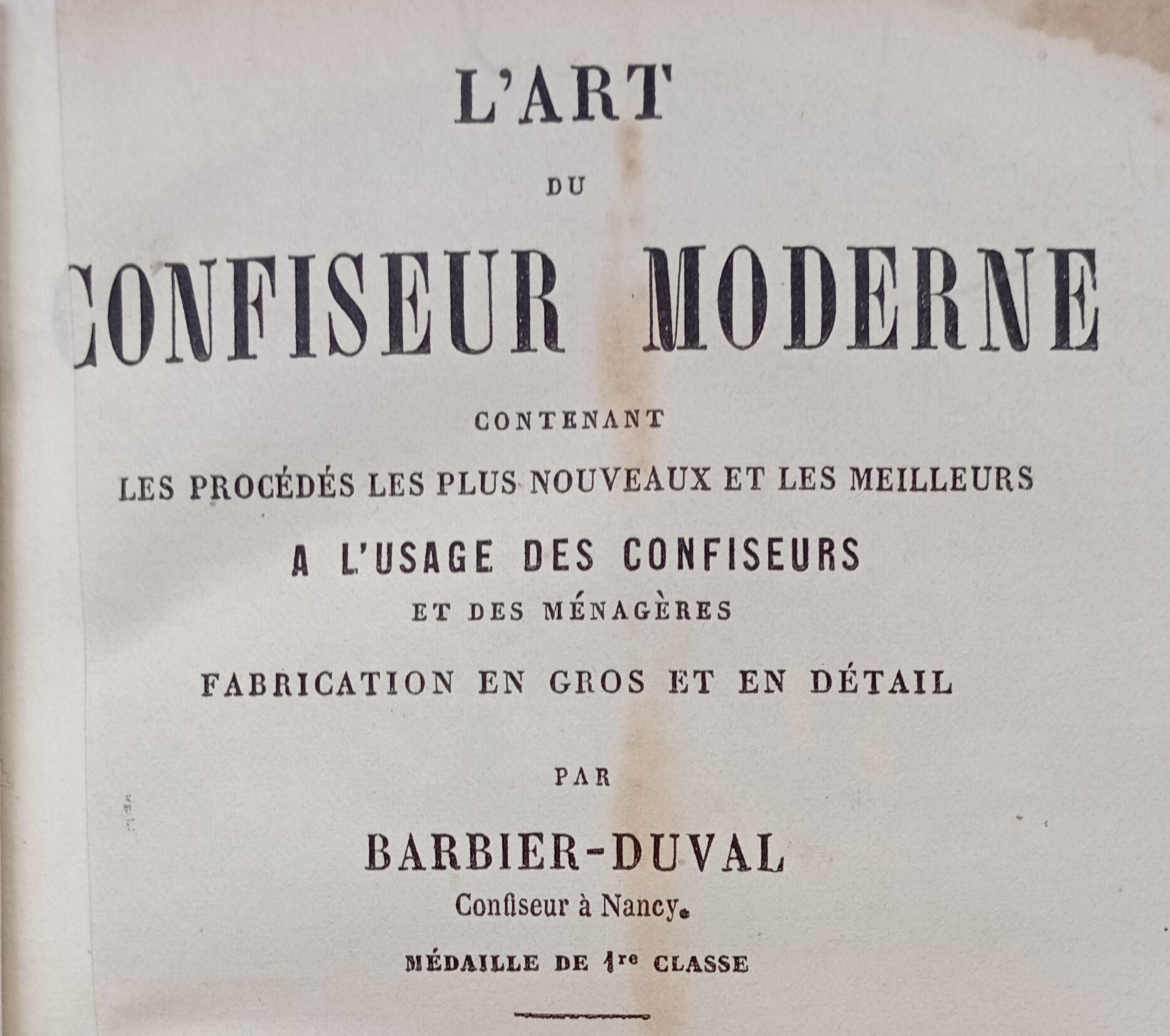
Titre de l'ouvrage de Jean-Nicolas Barbier-Duval L'Art du confiseur moderne

Jean-Nicolas Barbier-Duval est un confiseur, fabricant de pain d'épices, et auteur culinaire français, installé à Nancy au milieu du XIXe siècle.

## Biographie
Après avoir fait son apprentissage à Nancy en 1815, il exerce le métier à Metz, Verdun, Reims, Paris, Rouen, Orléans, Angers, Nantes, Bordeaux, Marseille et Lyon puis s'installe à Nancy, rue Saint-Dizier, au début des années 1830.
Jean-Nicolas Barbier-Duval se spécialise dans la fabrication des dragées et rachète en 1852 le brevet d'invention d'un confiseur de Verdun : le système Lizer à la vapeur. Il perfectionne l'appareil et obtient en 1860 une médaille de 1re classe à l'exposition de Besançon, pour la fabrication de ses dragées.
Il est nommé membre de l'Institut des expositions nationales et universelles de Londres en 1860.
Il cède son entreprise au début des années 1860 à Messieurs Cézard et Coiseur.

## Publications
Jean-Nicolas Barbier-Duval rédige un important ouvrage sur le métier de confiseur : L'Art du confiseur moderne, publié en 1879. Il comprend un très grand nombre de recettes et méthodes de fabrication mais également de nombreuses anecdotes sur la profession. Jean-Nicolas Barbier-Duval y explique que son ouvrage réunit « tous les documents que cinquante années d'expérience lui ont permis d'accumuler. » Il y précise à l'occasion le nom des créateurs de certains bonbons.
Il cite au chapitre des « ustensiles et vaisseaux » les découpoirs en fer blanc« pour couper les bergamottes, les sucres de pomme, les caramels, tablettes, etc., en losange, carré et long. », et nous donne à la page 600 son expérience de confiseur nancéien : les confiseurs de la ville de Nancy sont spécialisés dans la fabrication du sucre cuit parfumé avec de l'essence de bergamote pure. Il a lui-même fabriqué en grande quantité ces bonbons parfumés à la bergamote et ajoute à propos des « grandes tablettes de bergamotes » que « les israélites les estiment beaucoup » et que ceux-ci en emportent toujours en voyage pour distribuer à leurs amis. Jean-Nicolas Barbier-Duval évoque ainsi le bonbon qui sera par la suite dénommé « bergamote de Nancy ». 
- L'Art du confiseur moderne, Lebroc, 1879, VII et 828 p. (lire en ligne) ;
- L'Art de la conservation des substances alimentaires (en collaboration avec Pierre Quentin), 1885.